# Tartakowiec
Tartakowiec (ukr. Тартаковець) – dawniej samodzielna wieś, obecnie część Tartakowa na terenie Ukrainy, rejonu czerwonogrodzkiego obwodu lwowskiego. Stanowi południowo-wschodnią część Tartakowa (Miasta) w okolicy ulicy Stusa.
W II Rzeczypospolitej do 1934 samodzielna wieś i gmina jednostkowa. 1 sierpnia 1934 w ramach reformy na podstawie ustawy scaleniowej wszedł w skład nowej zbiorowej gminy Tartaków Miasto w powiecie sokalskim w woj. lwowskim, gdzie 17 września 1934 wraz z Różanką utworzył gromadę o nazwie Tartakowiec
W związku z poprowadzeniem nowej granicy państwowej na Bugu, wieś wraz z całym obszarem gminy Tartaków Miasto znalazła się w Związku Radzieckim.